# Западный (район Чернигов)
Западный (укр. Західне) — исторически сложившаяся местность (район) Чернигова, расположена на территории Новозаводского административного района. ПГТ был подчинён Черниговскому горсовету.

## История
В 1938 году был введён в эксплуатацию комбинат «Астра», который занимается хранением нефтепродуктов. Были построены 2-3-этажные дома для работников предприятия.
В справочнике «Українська РСР. Административно-теріторіальний поділ на 01 вересня 1946 року» не указан.
В 1959 году Западный получил статус пгт. Согласно справочнику «Українська РСР. Административно-теріторіальний поділ на 01 січня 1972 року» пгт Западный числился в составе Черниговского горсовета. Западный был одним из двух рабочих посёлков Черниговщины (другой — Десна), расположенный в так называемой «закрытой зоне»; функционировал как «закрытая зона».
В декабре 1973 году пгт Западный Черниговского горсовета было включено в состав города Чернигова без сохранения статуса.

## География
Западный расположен в западной периферийной части Чернигова — непосредственно западнее урочища Подусовка. Застройка малоэтажная жилая.

### Улицы
Единственная улица бывшего пгт Западный — Улица Христины Алчевской (до 2024 года — улица Чудинова)

## Социальная сфера
Нет школ, детсадов.

## Транспорт
1. Троллейбус: нет
2. Автобус: нет